# Пливање на Летњим олимпијским играма 2024 — 400 м слободно за жене
Трке на 400 метара слободним стилом за жене на Летњим олимпијским играма 2024. одржале су се 27. јуна (квалификације и финале) на базену Дефанс арене у Паризу. Трка на 400 метара слободним стилом за жене је по 24. пут била део званичног олимпијског програма од њеног званичног дебија на ЛОИ 1924. године. 
За трке у овој дисциплини биле су пријављене 23 такмичарке из 17 земаља.
Титулу олимпијске победнице освојила је Аустралијанка Ариарне Титмус, сребро је припало Канађанки Самер Макинтош, док је бронзана била Кејти Ледеки из Сједињених Држава.

## Освајачи медаља
|                      | Резултат |                      | Резултат |                    | Резултат |
|                      |          |                      |          |                    |          |
| Ариарне Титмус (AUS) | 3:57.49  | Самер Макинтош (CAN) | 3:58.37  | Кејти Ледеки (USA) | 4:00.86  |

## Званични рекорди
Пре почетка такмичења, званични рекорди у овој дисциплини су били следећи:
|                      | Име                 | Резултат | Место                   | Датум           |
| -------------------- | ------------------- | -------- | ----------------------- | --------------- |
| Светски рекорд СР    | Ариарн Титмус (АУС) | 3:55.38  | Фукуока (Јапан)         | 23. јул 2023.   |
| Олимпијски рекорд ОР | Кејти Ледеки (САД)  | 3:56.46  | Рио де Жанеиро (Бразил) | 1. август 2016. |

## Квалификационе норме
Квалификациона норма за учешће у овој дисциплини износила је 4:07.90 и све такмичарке које су испливали трку у том времену на неком од званичних такмичења у периоду између 1. марта 2023. и 23. јуна 2024, стекле су право да учествују на Ирама у Паризу. У случају да довољан број пливача нема испливану квалификациону норму, следећи параметар је било селекционо време од 4:09.14. Свака од земаља је имала право да учествује са по максимално два такмичара по дисциплини, под условом да оба такмичара имају испливану квалификациону норму. Одређен број учесничких квота је попуњен на основу специјалних позивница земљама које немају квалификованих спортиста у пливању.

## Резултати квалификација
Квалификационе трке у дисциплини 400 метара слободно за жене су пливане 27. јула у јутарњем делу програма, са почетком од 11.12 часова по локалном времену (UTC+2). У квалификацијама су учествовале 23 пливачице из 17 земаља, пливало се у 3 квалификационе групе, а директан пласман у финале остварило је 8 пливачица са најбољим резултатима.
| Пласман | Трка | Стаза | Пливачица               | НОК                        | Резултат | Нап. |
| ------- | ---- | ----- | ----------------------- | -------------------------- | -------- | ---- |
| 1.      | 3    | 5     | Кејти Ледеки            | Сједињене Америчке Државе  | 4:02.19  | КВ   |
| 2.      | 3    | 4     | Ариарне Титмус          | Аустралија                 | 4:02.46  | КВ   |
| 3.      | 2    | 5     | Ерика Ферведер          | Нови Зеланд                | 4:02.55  | КВ   |
| 4.      | 2    | 4     | Самер Макинтош          | Канада                     | 4:02.65  | КВ   |
| 5.      | 2    | 2     | Џејми Перкинс           | Аустралија                 | 4:03.30  | КВ   |
| 6.      | 2    | 3     | Пејџ Маден              | Сједињене Америчке Државе  | 4:03.34  | КВ   |
| 7.      | 2    | 6     | Марија Фернанда Коста   | Бразил                     | 4:03.47  | КВ   |
| 8.      | 3    | 6     | Изабел Гозе             | Немачка                    | 4:03.83  | КВ   |
| 9.      | 3    | 3     | Ли Бингђе               | Кина                       | 4:03.96  |      |
| 10.     | 3    | 7     | Љу Јасин                | Кина                       | 4:04.39  |      |
| 11.     | 3    | 1     | Вака Кобори             | Јапан                      | 4:08.02  |      |
| 12.     | 2    | 1     | Валентин Думон          | Белгија                    | 4:08.25  |      |
| 13.     | 3    | 8     | Ајна Кешељ              | Мађарска                   | 4:08.90  |      |
| 14.     | 1    | 4     | Леони Мертенс           | Немачка                    | 4:09.62  |      |
| 15.     | 2    | 8     | Анастасија Кирпичњикова | Француска                  | 4:10.32  |      |
| 16.     | 3    | 2     | Габриеле Ронкато        | Бразил                     | 4:10.46  |      |
| 17.     | 2    | 7     | Ив Томас                | Нови Зеланд                | 4:11.86  |      |
| 18.     | 1    | 5     | Агостина Ејн            | Аргентина                  | 4:14.24  |      |
| 19.     | 1    | 6     | Анастасија Зелинскаја   | Узбекистан                 | 4:31.71  |      |
| 20.     | 1    | 2     | Наталија Џин Кујперс    | Америчка Девичанска Острва | 4:33.46  |      |
| 21.     | 1    | 3     | Карин Белбејси          | Јордан                     | 4:37.30  |      |

## Резултати финала
Финална трка је пливана 27. јула у вечерњем делу програма, са почетком од 20.52 часова по локалном времену.
| Пласман | Стаза | Пливачива             | НОК                       | Резултат | Нап. |
| ------- | ----- | --------------------- | ------------------------- | -------- | ---- |
|         | 5     | Ариарне Титмус        | Аустралија                | 3:57.49  |      |
| 2       | 6     | Самер Макинтош        | Канада                    | 3:58.37  |      |
| 3       | 4     | Кејти Ледеки          | Сједињене Америчке Државе | 4:00.86  |      |
| 4       | 3     | Ерика Ферведер        | Нови Зеланд               | 4:01.12  |      |
| 5       | 8     | Изабел Гозе           | Немачка                   | 4:02.14  | НР   |
| 6       | 7     | Пејџ Маден            | Сједињене Америчке Државе | 4:02.26  |      |
| 7       | 1     | Марија Фернанда Коста | Бразил                    | 4:03.53  |      |
| 8       | 2     | Џејми Перкинс         | Аустралија                | 4:04.96  |      |